# Xiuwu
Xiuwu  (en chino, 修武; pinyin, Xiūwǔ (escuchar)ⓘ) es un condado  bajo la administración directa de la Prefectura Jiaozuo en la Provincia de Henan, República Popular China.  Su área es de 621 km² y su población total para 2010 superó los 280 mil habitantes. 

## Administración
Desde octubre de 2022, el  Condado Xiuwu  se divide en 8 pueblos que se administran en 5 poblados y 3 villas.

## Toponimia
El topónimo Xiuwu [/xióu-Uú/] se compone de los sinogramas Xiu (reparar) y Wu (marcial), de la frase; "reparar armas y entrenar en lo marcial" (修兵练武 Xiū bīng liànWǔ).
Antes de la dinastía Zhou, este lugar se llamaba Ningyi (宁邑). En el año 1046, a finales de la dinastía Shang, el rey Wu dirigió al ejército Zhou para atacar al rey Di. Cuando su ejército pasaba por Ningyi, una fuerte lluvia los detuvo durante tres días, obligándolos a acampar en el lugar. Durante ese tiempo, los soldados se dedicaron a "reparar sus armas y entrenar en lo marcial" , por este motivo, Ningyi fue renombrada "Xiuwu".